# Coussiberlé

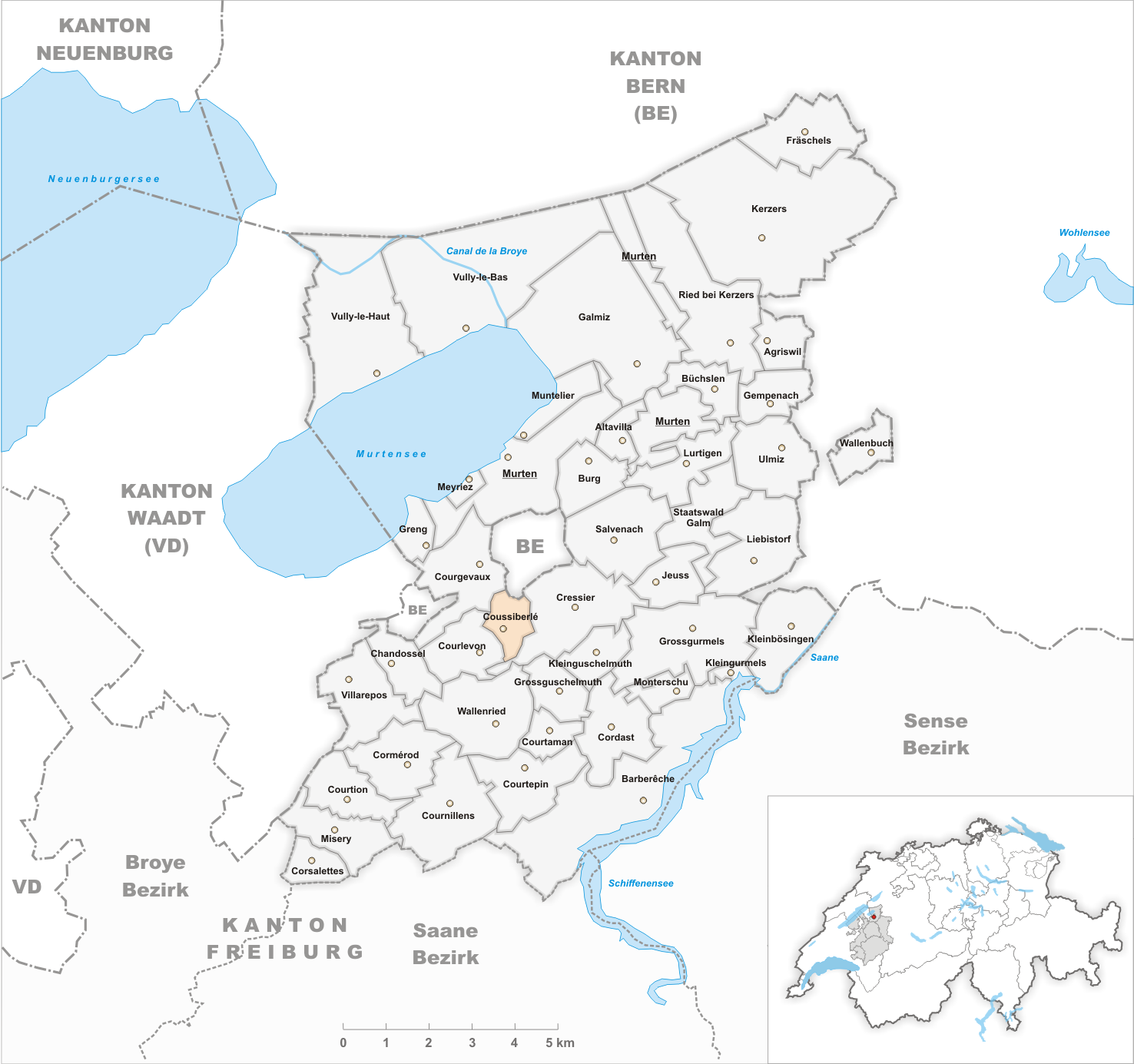
Gemeindestand vor der Fusion am 15. Februar 1974

Coussiberlé ist eine Ortschaft und früher selbständige politische Gemeinde im Seebezirk (französisch: District du Lac) des Kantons Freiburg in der Schweiz. Trotz überwiegend deutschsprachiger Bevölkerung werden die deutschen Namen Guschubürli und Cussiberle nur noch selten verwendet. Am 15. Februar 1974 wurde Coussiberlé nach Courlevon eingemeindet. Seit 2016 gehört das Dorf zur Gemeinde Murten.

## Geographie
Coussiberlé liegt auf 580 m ü. M., vier Kilometer südlich des Bezirkshauptortes Murten (Luftlinie). Das Dorf erstreckt sich auf einem Hochplateau nordöstlich von Courlevon, im Molassehügelland zwischen dem Murtensee und dem Saanetal, im nördlichen Freiburger Mittelland. Der ehemalige Gemeindeboden umfasste die Hochfläche von Coussiberlé, die im Süden vom Oberholz (629 m ü. M.), im Nordosten von der Waldhöhe Bouley (630 m ü. M.) begrenzt wird.

## Bevölkerung
Mit 51 Einwohnern (1970) zählte Coussiberlé vor der Fusion zu den kleinsten Gemeinden des Kantons Freiburg. Im Jahr 1850 hatte die Gemeinde 63 Einwohner, 1900 80 Einwohner. Der Ort war ursprünglich französischsprachig, jedoch kehrten sich die Mehrheitsverhältnisse zugunsten der deutschen Sprache im Verlauf des 18. Jahrhunderts.
Einwohnerzahlen: Volkszählungsdaten

## Wirtschaft
Coussiberlé lebt noch heute von der Landwirtschaft, insbesondere vom Ackerbau, dem Obstbau und von der Viehzucht.

## Verkehr
Der Ort liegt an einer Verbindungsstrasse von Courlevon nach Cressier. Coussiberlé besitzt keine Anbindung an das Netz des öffentlichen Verkehrs.

## Geschichte
Die erste urkundliche Erwähnung des Ortes erfolgte 1415 unter dem Namen Cursibellay. Später erschienen die Bezeichnungen Corsibellay (1425) und Cursiberlex (1558). Seit dem Mittelalter gehörte Coussiberlé zur Herrschaft Murten. 1475 gelangte das Dorf als Teil der Landvogtei Murten unter die gemeinsame Verwaltung der Stände Bern und Freiburg. Nach dem Zusammenbruch des Ancien Régime (1798) kam Coussiberlé an den Kanton Freiburg. Während der Helvetik und der darauf folgenden Zeit gehörte es zum Distrikt Murten, bevor es 1848 mit der neuen Kantonsverfassung in den Seebezirk eingegliedert wurde.
Bis 1717 gehörte Coussiberlé zu Courlevon, danach bildete es eine eigene Gemeinde, war 1832 bis 1871 mit Courgevaux vereinigt und anschliessend wieder selbständig. Schon seit 1871 besassen Coussiberlé und Courlevon eine gemeinsame Verwaltung. Am 15. Februar 1974 wurde Coussiberlé schliesslich nach Courlevon eingemeindet. Coussiberlé gehört zur Pfarrei Meyriez.